# Estación de Embajadores

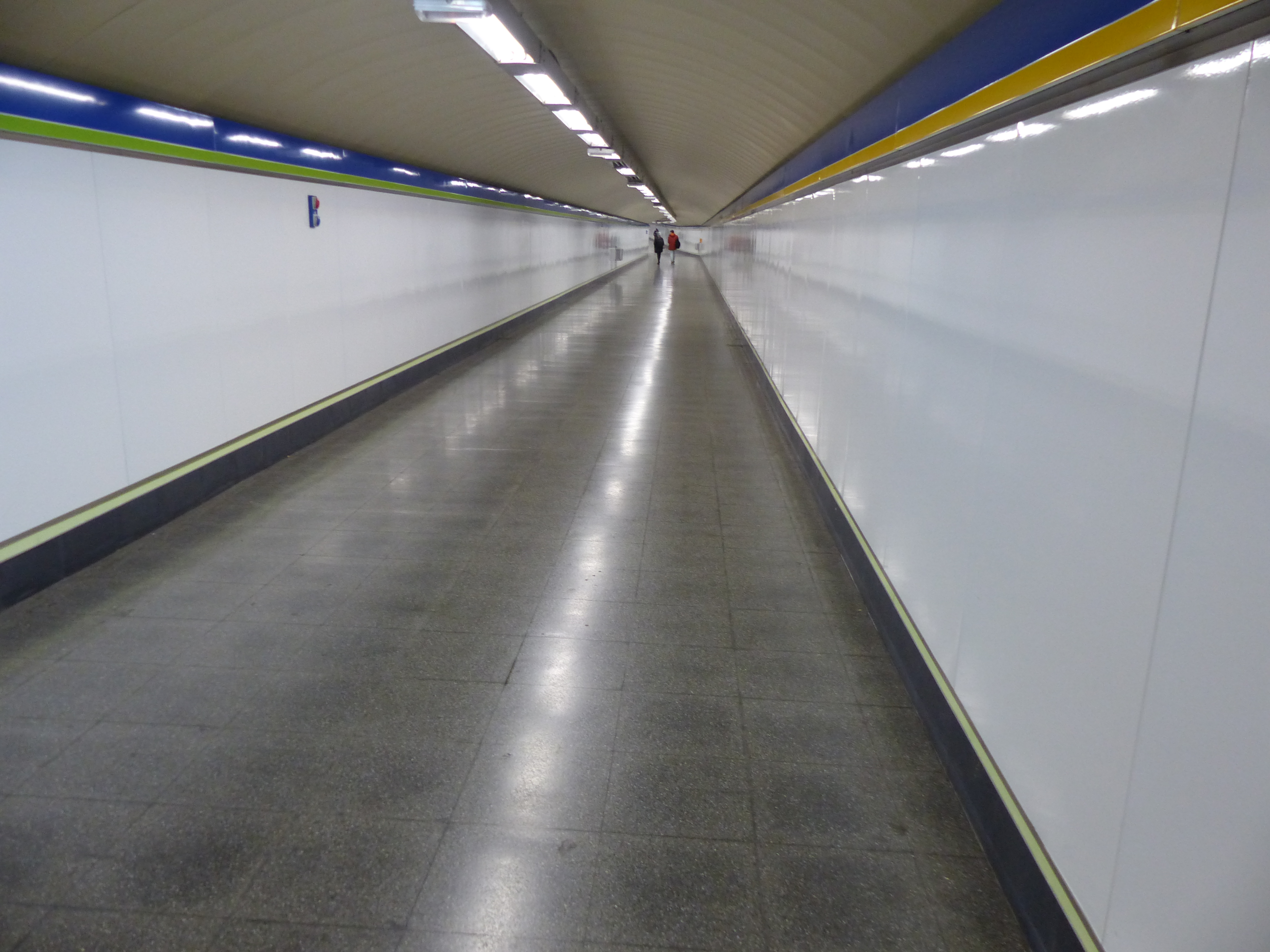
Pasillo de transbordo a la estación de Acacias

Embajadores es una estación intercambiador de transportes de Madrid, España, que une la línea 3 de Metro de Madrid y la línea C-5 de Cercanías con pasillo de transbordo a la estación de Acacias, en la línea 5. Se ubica bajo la glorieta de Embajadores.
Se complementa con varias líneas de autobús urbanas en la superficie. Está situada entre el barrio homónimo (distrito Centro) y los barrios de Acacias y Palos de la Frontera (distrito Arganzuela). La estación de metro dispone del servicio de Bibliometro.

## Situación ferroviaria
La estación forma parte del trazado de la línea férrea de ancho ibérico Móstoles-Parla, punto kilométrico 1,2.

## Historia
La estación de Embajadores fue inaugurada el 9 de agosto de 1936, cuando se abrió el primer tramo de la línea 3 entre ésta y Sol, de forma que la parte más antigua del intercambiador subterráneo tiene más de 80 años.
El 5 de junio de 1968 se abrió el primer tramo de la línea 5 entre Carabanchel y Callao, incluyendo la estación de Acacias, que se unió a Embajadores mediante un pasillo para permitir un transbordo entre líneas.
El 28 de mayo de 1989 se abrió el subtramo Laguna-Embajadores, dentro del tramo Aluche-Atocha, con el que se unieron las líneas C-5 y la antigua C-6. La estación fue inaugurada tras una serie de problemas de adaptación de las salidas de emergencia, señalización, problemas técnicos del material móvil y de suministro eléctrico que provocaron el retraso de dicha inauguración durante varios meses. En octubre de 1991, se inauguró el subtramo Embajadores-Atocha, finalizando la conexión Aluche-Atocha, con lo que la hasta entonces línea C-6 desapareció integrando su recorrido en la línea C-5, lo que dejó el intercambiador terminado en cuanto a líneas se refiere.
De 2003 a 2006 se llevó a cabo una reforma integral de la línea 3, lo que afectó a la estación de Embajadores, que ha visto ampliados sus andenes 30 m hacia el sur, con una reforma importante del vestíbulo común de acceso a Metro y Cercanías situado bajo la Glorieta de Embajadores y la instalación de ascensores. También se creó un nuevo acceso en la glorieta.
La estación fue una terminal de autobuses interurbanos, donde llegaban las líneas 443 y 444 con destino Getafe, y una línea nocturna, la N41 (actual N801). El 19 de enero de 2008 la terminal fue trasladada al intercambiador de Plaza Elíptica.
El 1 de abril de 2017 se eliminó el horario especial de todos los vestíbulos que cerraban a las 21:40 y la inexistencia de personal en dichos vestíbulos.

## Yacimiento arqueológico y paleontológico
Durante las excavaciones para la reforma del vestíbulo, se produjo el hallazgo de dos conjuntos de piedras localizados en planta, que probablemente formaron parte de alguna estructura hidráulica, o de la canalización del barranco de Embajadores. La calidad de alguna de las piedras de granito podrían indicar su antigua pertenencia al Portillo de Embajadores.
También aparecieron 4 niveles a distintas cotas con restos fósiles del Mioceno, con presencia de Hispanotherium matritense, Cheirogaster bolivari, Amphicyon sp. y otros vertebrados.

## Accesos
Un pasillo une ambas estaciones, pero las bocas de salida al exterior sólo indican el nombre de una de las estaciones.
 Embajadores
Vestíbulo Embajadores
- Embajadores Gta. Embajadores, 7
- Ascensor Gta. Embajadores, 7

Vestíbulo Ronda de Valencia
- Ronda de Valencia Gta. Embajadores, 3
- RENFE Acceso a la estación de Cercanías Renfe desde el vestíbulo

Vestíbulo Renfe Abierto de 6:00 a 0:30
- Miguel Servet Gta. Embajadores, 1 (esquina C/ Miguel Servet)

## Líneas y conexiones

### Metro
| Líneas de Metro que prestan servicio en la estación de Embajadores |                      |       |            |             |
| << cabecera                                                        | < estación           | Línea | estación > | cabecera >> |
| El Casar                                                           | Palos de la Frontera |       | Lavapiés   | Moncloa     |

### Cercanías
| procedencia/destino                                                                        | < estación | Línea | estación > | destino/procedencia |
| ------------------------------------------------------------------------------------------ | ---------- | ----- | ---------- | ------------------- |
| Humanes FuenlabradaH                                                                       | Atocha     |       | Laguna     | Móstoles-El Soto    |
| H La mitad de los trenes llegan hasta Fuenlabrada e inician su recorrido en dicha estación |            |       |            |                     |

### Autobuses

Recorridos de las líneas de autobús en el entorno de la estación de metro de Embajadores

| Diurnos                                              |                                             |                                       |
| Autobuses con cabecera en la glorieta de Embajadores |                                             |                                       |
| Línea                                                | Destino                                     | Parada                                |
| 27                                                   | Plaza de Castilla                           | 86 EMBAJADORES                        |
| C1                                                   | Cuatro Caminos (por Príncipe Pío y Moncloa) | 2355 EMBAJADORES                      |
| 78                                                   | Bº San Fermín                               | 3126 EMBAJADORES                      |
| 116                                                  | Villaverde Cruce                            | 3126 EMBAJADORES                      |
| 118                                                  | La Peseta                                   | 3126 EMBAJADORES                      |
| M1                                                   | Sol / Sevilla                               | 4057 EMBAJADORES                      |
| C2                                                   | Cuatro Caminos (por Atocha y Av. América)   | 5104 EMBAJADORES                      |
| Autobuses pasantes en la glorieta de Embajadores     |                                             |                                       |
| Línea                                                | Destino                                     | Parada                                |
| 34                                                   | Las Águilas                                 | 320 EMBAJADORES-RONDA DE VALENCIA     |
| 36                                                   | Campamento                                  | 320 EMBAJADORES-RONDA DE VALENCIA     |
| 41                                                   | Colonia Manzanares                          | 320 EMBAJADORES-RONDA DE VALENCIA     |
| 119                                                  | Barrio de Goya                              | 320 EMBAJADORES-RONDA DE VALENCIA     |
| C03                                                  | Puerta de Toledo                            | 320 EMBAJADORES-RONDA DE VALENCIA     |
| 34                                                   | Cibeles                                     | 321 EMBAJADORES-RONDA DE VALENCIA     |
| 36                                                   | Atocha                                      | 321 EMBAJADORES-RONDA DE VALENCIA     |
| 41                                                   | Atocha                                      | 321 EMBAJADORES-RONDA DE VALENCIA     |
| 119                                                  | Atocha                                      | 321 EMBAJADORES-RONDA DE VALENCIA     |
| C03                                                  | Argüelles                                   | 321 EMBAJADORES-RONDA DE VALENCIA     |
| 60                                                   | Orcasitas                                   | 2591 EMBAJADORES (C/ Embajadores, 74) |
| 148                                                  | Puente de Vallecas                          | 2591 EMBAJADORES (C/ Embajadores, 74) |
| 60                                                   | Plaza de la Cebada                          | 2592 EMBAJADORES (C/ Embajadores, 61) |
| 148                                                  | Callao                                      | 2592 EMBAJADORES (C/ Embajadores, 61) |
| Nocturnos                                            |                                             |                                       |
| Autobuses pasantes en la glorieta de Embajadores     |                                             |                                       |
| Línea                                                | Destino                                     | Parada                                |
| N12                                                  | Butarque                                    | 320 EMBAJADORES-RONDA DE VALENCIA     |
| N15                                                  | Hospital 12 de Octubre                      | 320 EMBAJADORES-RONDA DE VALENCIA     |
| NC1                                                  | Circular 1 (> Pza. España - Cuatro Caminos) | 320 EMBAJADORES-RONDA DE VALENCIA     |
| N12                                                  | Cibeles                                     | 321 EMBAJADORES-RONDA DE VALENCIA     |
| N15                                                  | Cibeles                                     | 321 EMBAJADORES-RONDA DE VALENCIA     |
| N17                                                  | Carabanchel Alto                            | 2591 EMBAJADORES (C/ Embajadores, 74) |
| N17                                                  | Cibeles                                     | 2592 EMBAJADORES (C/ Embajadores, 61) |
| NC2                                                  | Circular 2 (> Atocha - Manuel Becerra)      | 5104 EMBAJADORES                      |